# رستم و سهراب (اپرا)
رستم و سهراب اپرایی تک‌پرده‌ای ساختهٔ لوریس چکناواریان است که بر اساس داستان «رستم و سهراب» در شاهنامهٔ فردوسی ساخته شده‌است.
این اثر به شیوه اپرای عروسکی به کارگردانی و دراماتورژی بهروز غریب پور و آهنگسازی لوریس چکناوریان نخستین بار در سال ۱۳۸۳ در تالار فردوسی تهران به روی صحنه رفت.
چکناواریان کار بر روی این اپرا را پس از دریافت کمک‌هزینه‌ای از کارل ارف در زالتسبورگ، اتریش آغاز کرد. ساخت رستم و سهراب ۲۵ سال به طول انجامید و در نهایت، پس از ۱۵ سال از پایان تصنیف آن، به رهبری لوریس چکناواریان و با تک‌خوانی دریا دادور در نقش تهمینه، در مرداد و شهریور ۱۳۸۱ در سالن همایش میلاد تهران اجرا شد.
اجرای این اپرا در حدود ۲ ساعت و ۲۰ دقیقه زمان می‌بَرَد.

## موسیقی
به گفتهٔ چکناواریان، موسیقی زورخانه‌ای و موسیقی که در دسته‌های عزاداری ماه محرم در ایران نواخته می‌شود، دو منبع الهام او در تصنیف موسیقی اپرای رستم و سهراب بوده‌اند. چکناواریان در مجموع هشت نسخهٔ متفاوت از اپرا را در مدت ۲۵ سال تصنیف کرد. نسخهٔ هفتم تنها با سازهای ایرانی و نسخهٔ هشتم (نسخهٔ نهایی) برای ارکستر بزرگ نوشته شده‌است.

## نقش‌ها
- راوی، تنور
- تهمینه، سوپرانو
- رستم
- سهراب